# L album
《L album》是日本二人組合近畿小子的第13張專輯。於2013年12月4日由傑尼斯娛樂唱片公司發行。

## 解說
本專輯分別有初回版和通常版兩個版本。
初回版附送的特典數碼多功能影音光碟收錄了不一樣的石頭、尚未化作淚水的哀傷/戀情雖美終將凋零，一共3首音樂影片，封面各有不同。
兩個版本各有雙CD，分成<DISK LOVE>及<DISK LIFE>。

## 收錄歌曲

### 初回盤

#### DISK LOVE
1. 純潔的翅膀（むくのはね）
  - 作曲：玉置浩二
  - 作詞：玉置浩二
  - 編曲：吉田建
  - 和音編排：Ko-saku
2. 給勇敢的妳（勇敢な君に）
  - 作曲：矢野顯子
  - 作詞：矢野顯子
  - 編曲：武部聰志
  - 和音編排：Ko-saku
3. 尚未化作淚水的哀傷（まだ涙にならない悲しみが）
  - 作曲：織田哲郎
  - 作詞：松井五郎
  - 編曲：龜田誠志
  - 和音編排：Ko-saku
4. 不沉之月（この月は沈まない）
  - 作曲：瀨川浩平
  - 作詞：松井五郎
  - 編曲：生田真心
  - 和音編排：Ko-saku
5. Cool Beauty
  - 作曲：林田健司
  - 作詞：Satomi
  - 編曲：CHOKKAKU
  - 和音編排：Ko-saku
6. 3-2-1
  - 作曲：宮崎步
  - 作詞：宮崎步
  - 編曲：宮崎步、石塚知生
  - 和音編排：Ko-saku
7. Stand By Me
  - 作曲：田中直
  - 作詞：Komei Kobayashi
  - 編曲：田中直
8. i love you
  - 作曲：吉田建
  - 作詞：吉田建
  - 編曲：吉田建
  - 和音編排：Ko-saku
9. 戀情雖美終將凋零（恋は匂へと散りぬるを）
  - 作曲：吉田建
  - 作詞：吉田建
  - 編曲：吉田建
  - 和音編排：Ko-saku
  - 弦樂編排：佐藤泰将

#### DISK LIFE
1. 速度
  - 作曲：奧田民生
  - 作詞：奧田民生
  - 編曲：白井良民
  - 和音編排：Ko-saku
2. 生命的奇蹟（命のキセキ）
  - 作曲：高見澤俊彥
  - 作詞：高見澤俊彥
  - 編曲：CHUKKAKU
  - 和音編排：Ko-saku
3. 不一樣的石頭（変わったかたちの石）
  - 作曲：マシコタツロウ
  - 作詞：秋元康
  - 編曲：武部聰志
4. Tomorrow Again
  - 作曲：原一博
  - 作詞：前田たかひろ
  - 編曲：加原正樹
  - 和音編排：Ko-saku
5. 泡沫
  - 作曲：井上慎二郎
  - 作詞：淺田信一
  - 編曲：CHUKKAKU
  - 和音編排：Ko-saku
6. Morning Glory
  - 作曲：井上日徳
  - 作詞：井手コウジ
  - 編曲：清水武仁
  - 和音編排：Ko-saku
7. WELCOME
  - 作曲：江上浩太郎
  - 作詞：藤原優樹
  - 編曲：江上浩太郎

#### 初回版特典DVD收錄內容
1. 「不一樣的石頭」Music Clip/TV SPOT
2. 「尚未化作淚水的哀傷」Music Clip/TV SPOT
3. 「戀情雖美終將凋零」Music Clip/TV SPOT

### 通常盤

#### DISK LOVE
1. 純潔的翅膀（むくのはね）
2. 給勇敢的妳（勇敢な君に）
3. 尚未化作淚水的哀傷（まだ涙にならない悲しみが）
4. 不沉之月（この月は沈まない）
5. Cool Beauty
6. 3-2-1
7. Stand By Me
8. i love you
9. 戀情雖美終將凋零（恋は匂へと散りぬるを）
10. Candle Night
  - 作曲：Kiyohito Komatsu、Samuel Waermo
  - 作詞：Komei Kobayashi
  - 編曲：Janne Huttunen、Pessi Levanto
  - 和音編排：Ko-saku

#### DISK LIFE
1. 速度
2. 生命的奇蹟（命のキセキ）
3. 不一樣的石頭（変わったかたちの石）
4. Tomorrow Again
5. 泡沫
6. Morning Glory
7. WELCOME
8. 我喜歡活出自己的妳（君らしく生きる君が好きだ）
  - 作曲：馬飼野康二
  - 作詞：秋元康
  - 編曲：生田真心
  - 和音編排：Ko-saku